# Гулд, Джейсон (актёр)
Джейсон Эмануэль Гулд (англ. Jason Emanuel Gould; род. 29 декабря 1966, Нью-Йорк, Нью-Йорк) — американский актёр, сценарист и режиссёр, сын Барбры Стрейзанд и Эллиотта Гулда.
Вскоре после рождения Джейсона его родители развелись. Гулд появился в таких фильмах, как «Скажи что-нибудь» (1989) и «Повелитель приливов» (1991), снятый его матерью. Джейсон никогда не скрывал, что он гей, и в 1996 году сочетался браком со спортсменом и манекенщиком, рекламирующим нижнее белье, Дэвидом Найтом.
В 2017 году он выпустил музыкальный альбом Dangerous Man.

## Фильмография
| Год  |     | Русское название    | Оригинальное название | Роль              |
| ---- | --- | ------------------- | --------------------- | ----------------- |
| 1972 | ф   | Песочница           | Up the Sandbox        | маленький мальчик |
| 1988 | с   | Зоопарк в Бронксе   | The Bronx Zoo         | Генри             |
| 1989 | ф   | Большая картина     | The Big Picture       | Карл Манкник      |
| 1989 | ф   | Скажи что-нибудь    | Say Anything…         | Майк Камерон      |
| 1989 | ф   | Слушай меня         | Listen to Me          | Хинклстайн        |
| 1991 | ф   | Повелитель приливов | The Prince of Tides   | Бернар Вудрафф    |
| 1996 | ф   | Тайная миссия       | Subterfuge            | Алфи Слейд        |
| 1996 | кор | —                   | Inside Out            | Аарон             |
| 2000 | ф   | Жизнь парней 3      | Boys Life 3           | Аарон             |